# Pterocuma grande
Pseudocuma tenuicauda — вид кумових ракоподібних родини Pseudocumatidae. Рачок є ендеміком Каспійського моря.